# ستار أوشن: إنتيغريتي أند فايثليسنيس
ستار أوشن: إنتيغريتي أند فايثليسنيس (بالإنجليزية: Star Ocean: Integrity and Faithlessness)‏ و(باليابانية: スターオーシャン5) هي لعبة فيديو أكشن تم إنتاجها في سنة 2016 وهي مطورة من شركة تري أيس ومن توزيع شركة سكوير إنكس لأجهزة البلاي ستيشن 4 وبلاي ستيشن 3 وهي السلسلة الخامسة من سلسلة ألعاب ستار أوشن بعد ستار أوشن: ذا لاست هوب.

## روابط خارجية
- ستار أوشن: إنتيغريتي أند فايثليسنيس على موقع IMDb (الإنجليزية)